# Georgina Bruni
Georgina Bruni (tên khai sinh là Linda Naylor; ngày 12 tháng 1 năm 1947 – ngày 19 tháng 1 năm 2008) là một nữ doanh nhân người Anh và là nhà nghiên cứu UFO nổi tiếng với cuốn sách về sự kiện rừng Rendlesham mang tên You Can't Tell the People. Bà từng là một nhà tổ chức sự kiện nổi tiếng và là người sáng lập kiêm Tổng biên tập của tạp chí trực tuyến Hot Gossip.

## Tiểu sử
Bruni được đào tạo thành một nhà điều tra tư nhân và sau đó trở thành một nhà báo điều tra vào những năm 1980. Bà chuyên nghiên cứu và báo cáo về các giáo phái và hiện tượng siêu linh. Theo một cáo phó của đồng nghiệp là nhà nghiên cứu UFO Nick Pope, bà đã đi du lịch nhiều nơi và dành nhiều thời gian sống ở Jersey, Ý, Hồng Kông và Mỹ, trước khi định cư ở Luân Đôn vào năm 1992. Bà mất vì ung thư buồng trứng vào ngày 19 tháng 1 năm 2008.
Bruni đã viết một cuốn sách có tên You Can't Tell the People (Bạn không thể nói với mọi người), nghiên cứu về trường hợp UFO nổi tiếng nhất nước Anh, sự kiện rừng Rendlesham of December 1980. vào tháng 12 năm 1980. Nó được Sidgwick & Jackson xuất bản bìa cứng vào tháng 11 năm 2000 và bìa mềm của Pan Macmillan trong Tháng 11 năm 2001. Tiêu đề này xuất phát từ một trích dẫn mà Bruni tuyên bố đã được Thủ tướng Margaret Thatcher phát biểu tại thời điểm diễn ra sự kiện năm 1980: "UFO! Bạn phải hiểu đúng sự thật của mình và bạn không thể nói với mọi người".
Phiên bản bìa cứng được ra mắt tại sự kiện truyền thông được tổ chức tại Bộ Quốc phòng, cùng với nhà nghiên cứu UFO đồng nghiệp Nick Pope.
Sau khi sách được xuất bản, bà được Đô đốc Lord Peter Hill-Norton chất vấn trong Thượng Nghị viện Vương quốc Liên hiệp Anh và Bắc Ireland liên quan đến vụ việc.